# Colloqui ebraico-cristiani di Camaldoli
I Colloqui ebraico-cristiani di Camaldoli, promossi dal 1980 dalla Congregazione dei Camaldolesi, sono una serie di convegni che ogni anno vedono riuniti al monastero di Camaldoli le molte associazioni di dialogo ebraico-cristiano in Italia con la partecipazione di esperti italiani e stranieri, ebrei e cristiani di varia denominazione.

## La storia
Così don Innocenzo Gargano, monaco e teologo camaldolese, coordinatore dei Colloqui dal 1980 al 2007, ricorda l'origine dei Colloqui nell'introduzione agli Atti del primo convegno:
Dal dicembre 1980 i Colloqui ebraico-cristiani di Camaldoli si sono succeduti di anno in anno, affermandosi come il più importante appuntamento di dialogo ebraico-cristiano in Italia, con la partecipazione in ogni occasione di oltre 200 persone, ebrei e cristiani, da tutta Italia. Grazie ai Colloqui ebraico-cristiani di Camaldoli, il monastero di Camaldoli è divenuto un importante punto di incontro e coordinamento per le numerose associazioni di dialogo ebraico-cristiano operanti in Italia: quali le Amicizie ebraico cristiane di Firenze, Roma, Ancona, Napoli, Torino e della Romagna, il Service International de Documentation Judéo-Chrétienne, il Segretariato Attività Ecumeniche (SAE), le riviste "Amicizia Ebraico-Cristiana e "SeFeR", il gruppo Teshuvà di Milano, ecc. Per celebrare i 25 anni dei Colloqui, una sessione straordinaria fu tenuta a Gerusalemme dal 31 ottobre al 5 novembre 2004.
Tra i numerosi relatori che hanno contribuito ai Colloqui ebraico-cristiani di Camaldoli ci sono:
- ebrei (rav Cesare Tagliacozzo, rav Elia Kopciowski, rav Joseph Levi, rav Alberto Sermoneta, rav Roberto Dalla Rocca, rav Elio Toaff, rav Riccardo Di Segni, rav Sergio J. Sierra, rav Benedetto Carucci Viterbi (quest'ultimo è anche il nipote di Ninni Carucci e cugino della doppiatrice Elisa Carucci), Lea Sestieri, Mirjam Viterbi Ben Horin, Manuela Paggi Sadun, Lilli Spizzichino, Marco Morselli, Giacoma Limentani, Amos Luzzatto, Stefano Levi Della Torre, Nathan Ben Horin, Lea Di Nola, Aldo Neppi Modena, Bruno Di Porto, Alfredo Mordechai Rabello, Clara Levi Coen, Gianfranco Tedeschi);
- cattolici (don Innocenzo Gargano, Carmine Di Sante, Piero Stefani, don Luigi Nason, Enzo Fabris, Vittorio Lampronti, Paolo De Benedetti, don Giuseppe Sorani, Pier Francesco Fumagalli, Maria Vingiani, don Carlo Molari, Jacqueline Des Rochettes, Brunetto Salvarani, don Benedetto Calati, Mons. Bruno Forte, Paola Ricci Sindoni, Maria Pina Scanu, Rosanna Virgili, don Emanuele Bargellini);
- protestanti (Renzo Bertalot, Martin Cunz, Daniele Garrone, Paolo Naso, Paolo Ricca, Giovanni Scuderi, Jan Alberto Soggin);
- musulmani (Khaled Fouad Allam, Mustafa Abu Sway, Gabriele Mandel);
- studiosi dell'Associazione italiana per lo Studio del Giudaismo (Gabriele Boccaccini, Pier Cesare Bori, Mauro Pesce, Paolo Sacchi, Ida Zatelli);
- musicisti (Paolo Buconi).

## I Colloqui
Ogni Colloquio è dedicato ad un tema specifico, che è appronfondito attraverso relazioni e gruppi di studio. Gli Atti sono pubblicati dalle Edizioni della Comunità di Camaldoli.
- 1 - La vita nell'esegesi biblica (Camaldoli, 4-8 dicembre 1980)
- 2 - A immagine di Dio lo creò (Camaldoli, 4-8 dicembre 1981)
- 3 - La mistica ebraica: una sconosciuta? (Camaldoli, 5-8 dicembre 1982)
- 4 - Gesù ebreo: provocazione e mistero (Camaldoli, 8-11 dicembre 1983)
- 5 - Il dono della Torah (Camaldoli, 6-9 dicembre 1984)
- 6 - Il dialogo ebraico-cristiano oggi (Camaldoli, 31 ottobre - 3 novembre 1985)
- 7 - L'attesa messianica oggi (Camaldoli, 4-8 dicembre 1986)
- 8 - "Venite, ritorniamo al Signore" (Os 6,1) (Camaldoli, 4-8 dicembre 1987)
- 9 - Israele e le genti, le genti e Israele (Camaldoli, 8-12 dicembre 1988)
- 10 - Il nostro essere, ebrei e cristiani, sulla terra di tutti (Camaldoli, 7-10 dicembre 1989)
- 11 - Ebrei e cristiani: Chi siamo noi? (Camaldoli, 5-9 dicembre 1990)
- 12 - La terra di Israele ci interpella (Camaldoli, 4-8 dicembre 1991)
- 13 - Ebrei e cristiani riflettono oggi nel quinto centenario della espulsione degli ebrei dalla Spagna (Camaldoli, 4-8 dicembre 1992)
- 14 - Tzedakà: la ricerca della giustizia (Camaldoli, 2-6 gennaio 1994)
- 15 - Semi nascosti di dialogo tra ebrei e cristiani in 2000 anni: tracce per il futuro (I) (Camaldoli, 7-11 dicembre 1994)
- 16 - Semi nascosti di dialogo tra ebrei e cristiani in 2000 anni: tracce per il futuro (II) (Camaldoli, 6-10 dicembre 1995)
- 17 - Jerushalaim (Camaldoli, 27 novembre - 1º dicembre 1996)
- 18 - L'eredità di Abramo (Camaldoli, 4-8 dicembre 1997)
- 19 - Quale pentimento per quale perdono? (Camaldoli, 4-8 dicembre 1998)
- 20 - Dov'è tuo fratello? Dalla paura alla scoperta dell'altro (Camaldoli, 25-28 novembre 1999)
- 21 - Immagini, simboli, pregiudizi nei rapporti fra ebrei e cristiani (Camaldoli, 6-10 dicembre 2000)
- 22 - La vita e la Torah (Camaldoli, 5-9 dicembre 2001)
- 23 - Siate santi perché Io sono santo (Lev 19,2) (Camaldoli, 4-8 dicembre 2002)
- 24 - Verità, libertà, violenza (Camaldoli, 4-8 dicembre 2003)
- 25 - "E tutti saliranno al monte del Signore" (Is 2,2) (Camaldoli, 5-8 dicembre 2004)
- 26 - "La parola del nostro Dio rimane in eterno" (Is 40,8) (Camaldoli, 7-11 dicembre 2005)
- 27 - Libro, giornali, parola (Camaldoli, 6-10 dicembre 2006)
- 28 - Il Messia aspetta te! (Camaldoli, 5-9 dicembre 2007)
- 29 - Abitare la terra (Camaldoli, 4-8 dicembre 2008)
- 30 - Le "vie" del dialogo: esperienze di dialogo ebraico-cristiano oggi in Italia (Camaldoli, 3-7 dicembre 2009)
- 31 - Le Sacre Scritture nel dialogo ebraico-cristiano (Camaldoli, 8-12 dicembre 2010)
- 32 - Sacre Scritture e "popolo di Dio" nell'orizzonte dell'alleanza (Camaldoli, 7-11 dicembre 2011)
- 33 - Sacre Scritture e “popolo di Dio” nell'orizzonte della Berit (Patto - Alleanza) (Camaldoli, 5-9 dicembre 2012)
- 34 - Gerusalemme, città della pace (Camaldoli, dicembre 2013)
- 35 - Gesù l'ebreo: Alle origini del rapporto tra ebraismo e cristianesimo (I) (Camaldoli, 4-8 dicembre 2014)
- 36 - Dallo stesso grembo: alle origini del rapporto tra ebraismo e cristianesimo (II) (Camaldoli, 4-7 dicembre 2015)
- 37 - Custodi della Scrittura: ebrei e cristiani testimoni della Parola (Camaldoli, 7-11 dicembre 2016)
- 38 - Benedetto il Signore Dio d'Israele: la preghiera di ebrei e cristiani (Camaldoli, 6-10 dicembre 2017)
- 39 - Custodi del creato: una vocazione comune per ebrei e cristiani (Camaldoli, 5-9 dicembre 2018)
- 40 - Li creò maschio e femmina: femminile e maschile nella tradizione ebraica e cristiana (Camaldoli, 4-8 dicembre 2019)